# Kefalinia
Kefalinia eller Cephallenia, Cephallonia, Kefallinia, Kefallonia och Kefalonia (klassisk grekiska: Κεφαλληνία, nygrekiska: Κεφαλονιά) är en grekisk ö i Joniska havet, störst av de joniska öarna utanför Greklands västkust.
Ön är belägen mitt emot Patrasviken och skiljs i öster från Ithaka genom det 7 km breda Viskardosundet. Ön är till större delen uppfylld av kalkberg; det högsta heter Ainos och når en höjd av 1 628 meter. Huvudstaden är Argostoli, som ligger på öns västra sida.
Troligen är det denna ö som hos Homeros kallas Same eller Samos och betecknas som tillhörande Odysseus rike. I senare tid har man till och med velat identifiera ön med Odysseus hemö Ithaka. Ön beskrivs även i romanen "Kapten Corellis mandolin" av Louis de Berniéres.

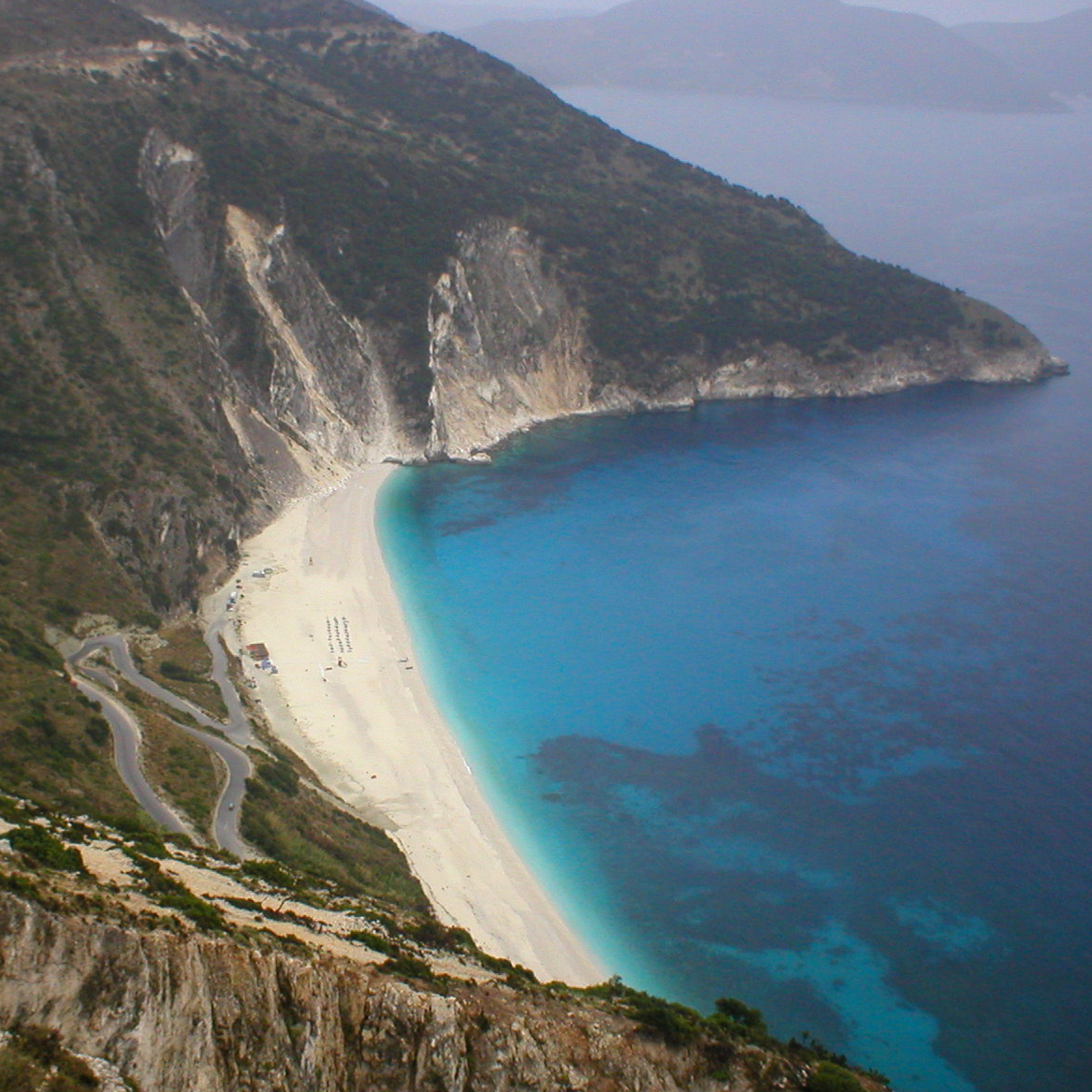
Den berömda stranden Myrtos

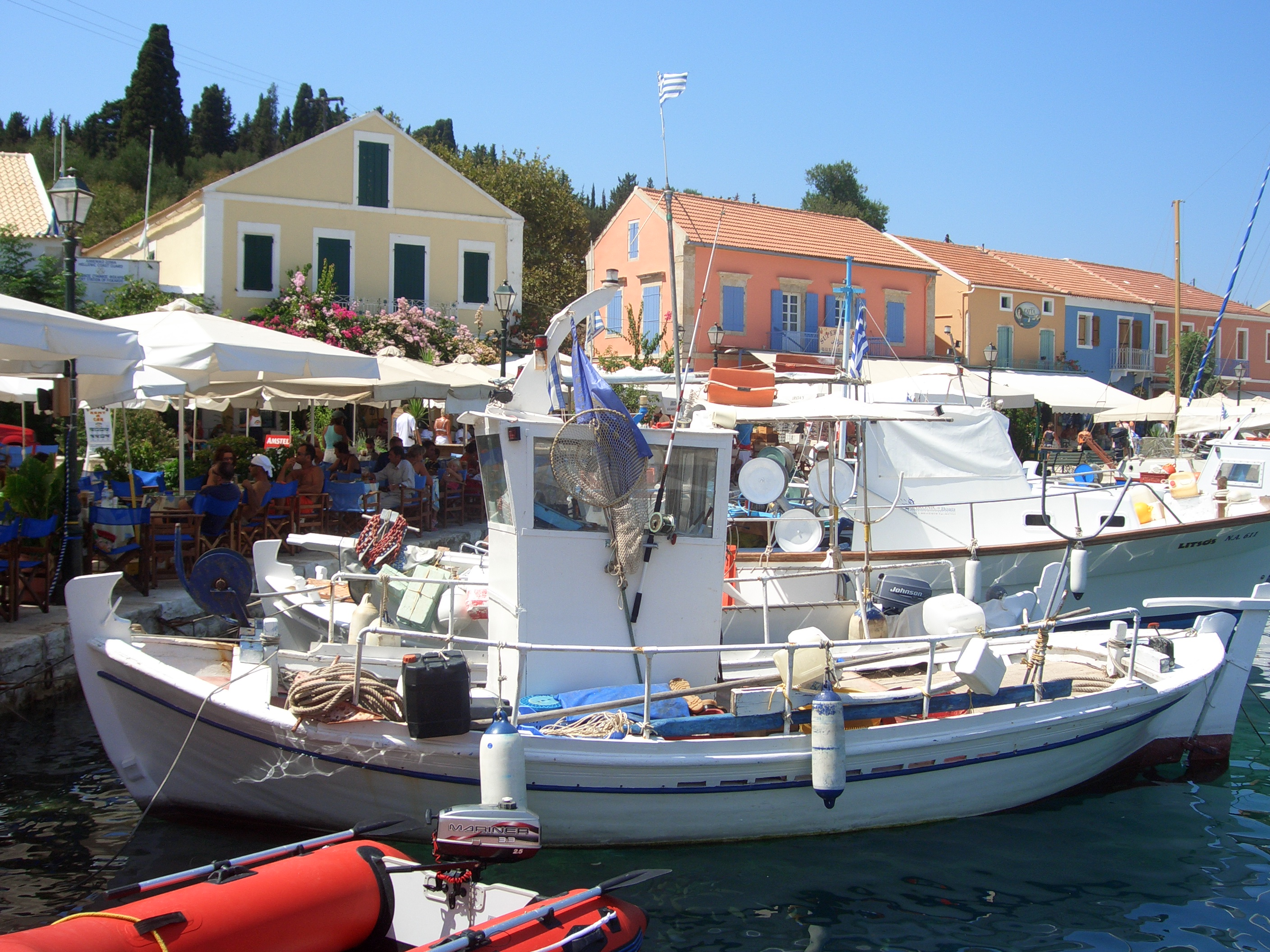
Byn Fiskardo på öns norra sida

## Historia
Under den historiska forntiden bildade Kefalinia en tetrapolis, det vill säga var delat mellan fyra sinsemellan oberoende städer: Same, Pale, Krane och Pronnoi, som gemensamt dyrkade Zeus Ainesios på toppen av Ainos. Städerna höjde sig dock aldrig till större betydenhet och var tidtals underkastade främmande välde, och av dem och andra antika bosättningar finns nu blott ruiner kvar. Under det peloponnesiska kriget 431-404 f.Kr. intogs ön av atenarna, men gick snart åter förlorad för dem. Av den romerske kejsar Hadrianus skänktes den åter till Aten. 
Från 395 e.Kr. tillhörde den det östromerska kejsardömet, och i sammanhang med upprättandet av Latinska kejsardömet år 1204 kom den under Republiken Venedigs skydd. 1479 erövrades den av Osmanska riket men återtogs 1500 av venetianerna, vilka den sedan tillhörde under nära tre århundraden. Efter den venetianska republikens upplösning 1797 har Kefalonia delat samma öden som de övriga joniska öarna.